# Robert Wright (politikus)
Robert Wright (Queen Anne’s megye, 1752. november 20. – Queen Anne’s megye, 1826. szeptember 7.) az Amerikai Egyesült Államok szenátora (Maryland, 1801–1806).

## Élete
Chestertown közelében született. A Kent Free College-en (ma Washington College) tanult.

## Magánélete
Felesége Sarah De Courcy volt. Egy gyermekük volt: William Henry De Courcy Wright (1795–1864),
Wright 1826. szeptember 7.-én hunyt el.